# Eutropis bibronii
Espèce
Synonymes
- Tiliqua bibronii Gray, 1839
- Mabuya bibronii (Gray, 1839)

Statut de conservation UICN

 LC  : Préoccupation mineure
Eutropis bibronii est une espèce de sauriens de la famille des Scincidae.

## Répartition
Cette espèce se rencontre :
- en Inde dans les États d'Orissa, d'Andhra Pradesh, du Tamil Nadu et dans le sud du Kerala ;
- au Sri Lanka.

## Étymologie
Cette espèce est nommée en l'honneur de Gabriel Bibron.

## Publication originale
- Gray, 1839 "1838" : Catalogue of the slender-tongued saurians, with descriptions of many new genera and species. Annals and Magazine of Natural History, sér. 1, vol. 2, p. 287-293 (texte intégral).